# Nasriden (Sistan)
Die Nasriden (DMG Naṣriden) waren eine muslimische Lokaldynastie, welche als „Erbin der Saffariden“ von 1030 bis 1225 über die Region Sistan herrschte. Wie ihre Nachfolger, die Mihrabaniden (1225–1236), waren die Nasriden als „Herrscher von Nimruz“ (mulūk-i Nīmrūz) bekannt und residierten in Sarandsch. 
Die Herrschaft der indigenen Nasriden-Dynastie begann in den 1030er Jahren, als die Macht der Ghaznawiden, welche erst 1003 Sistan erobert und die letzten Saffariden gestürzt hatten, bereits unter Sultan Masud I. (reg. 1031–1040) wieder zu schwinden begann und die Seldschuken zur neuen Hegemonialmacht des islamischen Ostens aufstiegen.

Der Dynastiegründer Tadsch ad-Din Abu l-Fadl Nasr I. nutzte damals das Vordringen der Seldschuken Musa Yabghu und Tschaghri Beg (reg. 1038–1060) nach Ostiran, um die Oberherrschaft der Ghaznawiden abzuschütteln und stattdessen jene der Großseldschuken anzuerkennen, unter der die Nasriden dann auch für rund 100 Jahre verblieben.
So musste sich beispielsweise noch Tadsch ad-Din Abu l-Fadl Nasr II., welcher seine Herrschaft erst nach turbulenten Kämpfen gegen eine Reihe von Rivalen konsolidieren konnte, dann aber von allen Nasridenemiren am längsten regierte, an Sultan Sandschars (reg. 1097–1157) Feldzügen gegen den Ghaznawiden Arslan-Schah (1116/17) und den Seldschuken Mahmud II. (Schlacht von Saveh 1119) persönlich beteiligen, wobei er sich angeblich durch seine große Tapferkeit angesichts der ghaznawidischen Kriegselefanten auszeichnete. Die meisten Kämpfe lieferten sich die sunnitischen Nasriden allerdings mit den im benachbarten Kuhistan ansässigen Nizariten, welche nach einem ersten Vorstoß nach Sistan (1094) zwar von Baha ad-Daula Chalaf geschlagen worden waren (1096), 1101 aber wieder bis nach Daraq vorrückten und den dortigen Kadi töteten, sodass Sandschars Heerführer Boz-Qusch 1103 nach Zarandsch kam, um mit Chalaf und dessen Sohn und Nachfolger Nasr (II.), ein gemeinsames Vorgehen gegen die Nizariten zu vereinbaren. Nasr (II.), findet außerdem als einer jener getreuen Vasallen Erwähnung, die sich auf Betreiben des Choresm-Schahs Atsiz (reg. 1127/28–1156) im Jahre 1156 zusammentaten, um die Sultan Sandschar gefangen haltenden Oghusen aus Chorasan zu vertreiben, und begann – wie Inschriften zu entnehmen ist – mit dem Bau des wahrscheinlich erst Mitte der 1950er Jahre eingestürzten Minaretts von Qasimabad (ca. 7 km nordwestlich von Zahedan), das zu den wichtigsten architektonischen Hinterlassenschaften der Nasriden gehört(e).  

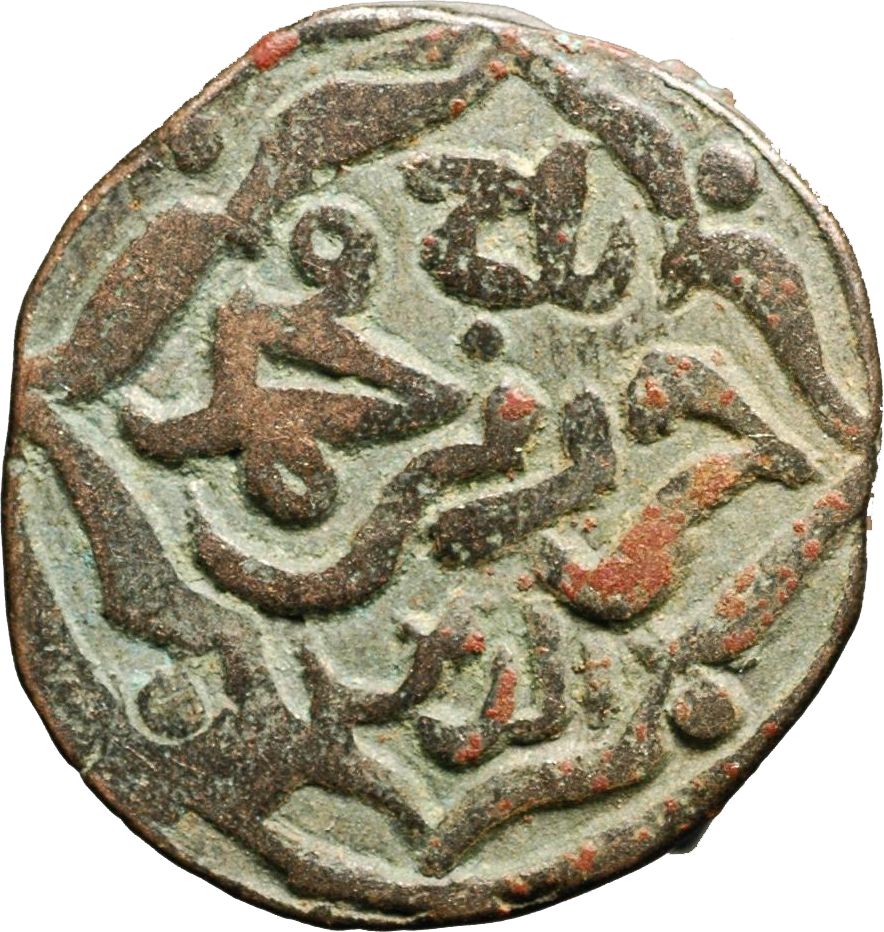
AE/BI-Dirham des Tadsch ad-Din Harb b. Muhammad, geprägt zwischen 1180 und 1213, als Harb bereits ein Vasall des Ghuriden- oder Anuschteginiden-Sultans war

Die Oberherrschaft der Seldschuken über Sistan endete schließlich mit Sandschars Tod im Jahre 1157, was allerdings nur bedeutete, dass die Nasriden alsbald unter den Einfluss einer anderen Großmacht gerieten. Tadsch ad-Din (III.) Harb, welcher den Bau des Minaretts von Qasimabad vollendete, musste sich den Ghuriden unterstellen, als deren oberster Herrscher, Sultan Ghiyath ad-Din Muhammad (reg. 1163–1203), im Jahre 1175 auch die Städte Herat und Puschang besetzte.
Der rasche Niedergang der Ghuriden nach dem Tod Sultan Muizz ad-Din Muhammads (reg. 1203–1206) hatte jedoch zur Folge, dass die Nasriden (ebenso wie andere Lokaldynastien) gezwungen waren, die Oberherrschaft des anuschteginidischen Choresm-Schahs Ala ad-Din Muhammad (reg. 1200–1220) anzuerkennen, nachdem dieser (noch 1206) unter anderem Herat erobert hatte. Sultan Ala ad-Din Muhammad war es auch, welcher Tadsch ad-Din (III.) Harb die (im Westen an Sistan angrenzende) Provinz Kirman wieder entriss, die die Nasriden zu Beginn des 13. Jahrhunderts kurzzeitig besetzt hielten. 
Die Herrschaft von Harbs Sohn und Nachfolger Yamin ad-Din Bahram-Schah war dann in erster Linie wieder von Kämpfen gegen die Nizariten von Kuhistan geprägt, welche der Nasride dazu zwingen wollte, die (zuvor von seinem Bruder Nasir ad-Din Uthman verkaufte) Grenzfestung Schahanschah (bei Nih) zurückzugeben. Nach zwei Feldzügen wurde Yamin ad-Din Bahram-Schah jedoch 1221 in seiner eigenen Hauptstadt Zarandsch von vier nizaritischen Auftragsmördern umgebracht, woraufhin es unter den Nasriden wieder einmal zu Thronstreitigkeiten kam. Die dabei miteinander rivalisierenden Brüder Tadsch ad-Din (IV.) Nasr und Rukn ad-Din Mahmud, von denen Letzterer der Favorit der sich einmischenden Nizariten war, kamen allerdings beide um, als Sistan – ohne zu diesem Zeitpunkt schon erobert zu werden – 1222 von den Mongolen angegriffen wurde, sodass letztlich Abu l-Muzaffar Ali b. Harb (genannt „Zahid“, „der Asket“) Emir wurde. Dies geschah jedoch gegen den Willen der Nizariten, welche bewirkten, dass Baraq Hadschib, der neue Herrscher von Kirman, den anuschteginidischen Malik Tadsch ad-Din Inal-Tegin (oder Binal-Tegin) nach Sistan schickte, um mit Uthman-Schah abermals ihren Kandidaten auf den Thron zu setzen. Anstatt aber Uthman-Schah zur Herrschaft zu verhelfen, übernahm Inal-Tegin nach seinem Einmarsch in Sistan und Alis Tod de facto selbst die Macht und setzte der Herrschaft der Nasriden-Dynastie so noch 1225 ein Ende.

## Liste der Nasridenemire
- Tadsch ad-Din (I.) Abu l-Fadl Nasr ibn Ahmad (reg. 1030–1031, 1034–1036 und 1038–1073)
- Baha ad-Daula Tahir ibn Nasr (reg. 1073–1088)
- Badr ad-Daula Abu l-Abbas ibn Nasr (reg. 1088–1090)
- Baha ad-Daula Chalaf ibn Nasr (reg. 1090–1106)
- Tadsch ad-Din (II.) Abu l-Fadl (oder Abu l-Fath) Nasr ibn Chalaf (reg. 1106–1164)
- Schams ad-Din Ahmad ibn Nasr (reg. 1164–1169)
- Tadsch ad-Din (III.) Abu l-Fath Harb ibn Izz al-Muluk Muhammad ibn Nasr (reg. 1169–1213)
- Yamin ad-Din Bahram-Schah ibn Harb (reg. 1213–1221)
- Tadsch ad-Din (IV.) Nasr ibn Bahram-Schah (reg. 1221–1222)
- Schihab ad-Din Mahmud ibn Harb (reg. 1221)
- Rukn ad-Din Mahmud ibn Bahram-Schah (reg. 1221–1222)
- Abu l-Muzaffar Ali ibn Harb (reg. 1222)
- Ala ad-Din Ahmad ibn Nasir ad-Din Uthman ibn Harb (reg. 1223–1225)
- Uthman-Schah ibn Nasir ad-Din Uthman (reg. 1225)